# Eugenio Mosso
Eugenio Mosso (Mendoza, 10 agosto 1895 – Mendoza, 6 agosto 1961) è stato un calciatore argentino naturalizzato italiano, di ruolo attaccante.
Era noto anche come Mosso III per distinguerlo dai fratelli Francisco, Benito e Julio, che giocarono tutti come lui nel Torino.

## Carriera

### Club
Come il fratello Francesco iniziò a giocare nell'Istituto Internazionale di Torino dove i due fratelli seguivano i corsi di Commercio. A fine 1911 passarono entrambi nel Torino dove Eugenio esordì il 3 novembre del 1912 in trasferta contro il Novara e in quell'occasione segnò la doppietta che decise l'incontro. Rimase a Torino per tutto il resto della carriera, fino al ritiro avvenuto al termine della stagione 1924-1925. Nel 1919 ha militato in qualche partita nell`US Milanese che partecipava al campionato Lombardo (Coppa Mauro).

### Nazionale
In Nazionale disputò una sola gara, l'amichevole contro la Svizzera del 5 aprile 1914, giocata nel ruolo di interno destro.

## Statistiche

### Presenze e reti nei club
| Stagione        | Squadra         | Campionato      | Campionato | Campionato | Totale   | Totale |
| Stagione        | Squadra         | Campionato      | Presenze   | Reti       | Presenze | Reti   |
| --------------- | --------------- | --------------- | ---------- | ---------- | -------- | ------ |
| 1912-1913       | Torino          | PC              | 10         | 7          | 10       | 7      |
| 1913-1914       | Torino          | PC              | 14         | 23         | 14       | 23     |
| 1914-1915       | Torino          | PC              | 19         | 10         | 19       | 10     |
| 1919-1920       | Torino          | PC              | 7          | 5          | 7        | 5      |
| 1920-1921       | Torino          | PC              | 2          | 0          | 2        | 0      |
| 1921-1922       | Torino          | PD              | 5          | 2          | 5        | 2      |
| 1922-1923       | Torino          | PD              | 2          | 0          | 2        | 0      |
| 1923-1924       | Torino          | PD              | 1          | 0          | 1        | 0      |
| 1924-1925       | Torino          | PD              | 0          | 0          | 0        | 0      |
| Totale Torino   | Totale Torino   | Totale Torino   | 60         | 47         | 60       | 47     |
| Totale carriera | Totale carriera | Totale carriera | 60         | 47         | 60       | 47     |

 *Le stagioni contrassegnate con l'asterisco non sono state disputate per cause belliche. 

### Cronologia presenze e reti in Nazionale
| Cronologia completa delle presenze e delle reti in nazionale ― Italia | Cronologia completa delle presenze e delle reti in nazionale ― Italia | Cronologia completa delle presenze e delle reti in nazionale ― Italia | Cronologia completa delle presenze e delle reti in nazionale ― Italia | Cronologia completa delle presenze e delle reti in nazionale ― Italia | Cronologia completa delle presenze e delle reti in nazionale ― Italia | Cronologia completa delle presenze e delle reti in nazionale ― Italia | Cronologia completa delle presenze e delle reti in nazionale ― Italia |
| Data                                                                  | Città                                                                 | In casa                                                               | Risultato                                                             | Ospiti                                                                | Competizione                                                          | Reti                                                                  | Note                                                                  |
| --------------------------------------------------------------------- | --------------------------------------------------------------------- | --------------------------------------------------------------------- | --------------------------------------------------------------------- | --------------------------------------------------------------------- | --------------------------------------------------------------------- | --------------------------------------------------------------------- | --------------------------------------------------------------------- |
| 05/04/1914                                                            | Berna                                                                 | Italia                                                                | 1 – 1                                                                 | Svizzera                                                              | Amichevole                                                            | -                                                                     |                                                                       |
| Totale                                                                |                                                                       | Presenze                                                              | 1                                                                     |                                                                       | Reti                                                                  | 0                                                                     |                                                                       |